# Rovethym
Le Rovethym est un fromage français originaire de Provence.

## Présentation
C'est un fromage à base de lait de chèvre, à  pâte blanche molle à croûte fleurie aromatisé au thym. Il se présente sous forme d'un fuseau de sept centimètres de long environ. Un brin de thym est enserré par le fuseau. Son poids moyen est de l'ordre de 100 grammes.
Il est produit selon une méthode traditionnelle. Son affinage dure trois semaines. Il doit son nom à Rove, la race de chèvres qui donne le lait dont il est fait.